# Al Capone
Alphonse Gabriel Capone, znany jako Al Capone, Scarface (ur. 17 stycznia 1899 w Nowym Jorku, zm. 25 stycznia 1947 w Palm Island, Miami) – amerykański gangster włoskiego pochodzenia, który zyskał rozgłos w czasach prohibicji.

## Życiorys

### Wczesne lata

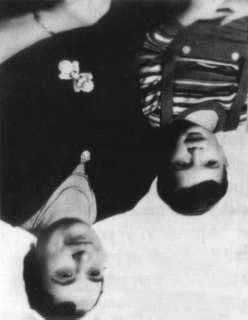
Młody Al Capone i jego matka, Teresina

Capone był czwartym dzieckiem spośród dziewięciorga rodzeństwa, jego rodzice byli emigrantami z Neapolu. Ojciec był fryzjerem, a matka pracowała jako szwaczka. Do Ameryki przybyli w 1894 roku i osiedlili się w Navy Yard, jednej z części Brooklynu. Kiedy Capone miał czternaście lat, przeprowadzili się do Park Slope, także w obrębie Brooklynu. Tam poznał Mae Josephine Coughlin (z pochodzenia Irlandkę), z którą ożenił się kilka lat później. Al Capone został wyrzucony ze szkoły w szóstej klasie po tym, jak uderzył nauczycielkę (został przez nią spoliczkowany, po czym jej oddał). Od tego czasu zajmował się pracą w sklepie ze słodyczami czy w kręgielni.

### Początki działalności przestępczej
Capone wcześnie rozpoczął działalność przestępczą. Jako nastolatek należał do dwóch gangów: Brooklyn Rippers oraz Forty Thieves Juniors. Później przystąpił do jednego z największych tego typu ugrupowań – Five Points Gang, na którego czele stał Frankie Yale. 
Początkowo Capone pracował jako barman i ochroniarz w jednym z jego lokali. Właśnie w tym okresie zyskał przydomek „Scarface” (w swobodnym tłumaczeniu: Człowiek z blizną), co było spowodowane tym, że podczas bójki w barze Frank Galuccio złapał nóż i pociął twarz Capone w trzech miejscach. Umiejętność posługiwania się nożem sprawi, że w przyszłości zostanie jego ochroniarzem.
30 grudnia 1918 roku ożenił się z Mae Josephine Coughlin. Krótko przed ślubem urodził im się syn Albert Francis „Sonny” Capone. Niedługo po ślubie para przeprowadziła się do Amityville na Long Island.
Cały czas pracował dla Yale’a. Przed przeprowadzką do Chicago prawdopodobnie dokonał co najmniej dwóch zabójstw. Z Nowego Jorku uciekł, aby uniknąć zemsty Williama Lovetta, szefa irlandzkiego gangu White Hand Gang. Ścigał on go za zranienie jednego z jego podwładnych. Capone był już wcześniej znany w Chicago, został tam bowiem poprzednio wysłany przez Yale’a, aby pomóc Jamesowi Colosimo w usunięciu grupy Black Hand, zajmującej się wymuszeniami i ściąganiem haraczy. Zaczął pracować dla Colosimo, a jego bezpośrednim przełożonym został Johnny Torrio, także pochodzący z Brooklynu.

### Pobyt w Chicago
Torrio, zauważając Capone, powierzył mu prowadzenie restauracji Four Deuces. Stał się też odpowiedzialny za dużą część rynku przestępczego w Chicago, związanego z prostytucją i przemytem alkoholu (w USA panowała wówczas prohibicja). Po śmierci Colosimo, który został zamordowany we foyer swojego własnego klubu nocnego 11 maja 1920 roku, Torrio został najbardziej wpływowym bossem w Chicago i uczynił Capone swoją prawą ręką. W tym czasie wraz z rodziną na dobre osiedla się w Chicago, zamieszkują w dzielnicy South Side, w bungalowie z czerwonej cegły, który stał się pierwszym i głównym centrum jego dowodzenia w przestępczym biznesie.

### Przenosiny do Cicero
W maju 1923 roku po tym, jak wybory na burmistrza Chicago wygrał William Emmett Dever, władze podjęły bardziej zdecydowane działania przeciwko działalności przestępczej na terenie miasta. Capone musiał przenieść swoją kwaterę poza granice Chicago, do Cicero. Postanowił też opanować władze miasteczka. W 1924 roku odbyły się tam wybory na stanowisko burmistrza miasta. Kandydat popierany przez Capone wygrał z ogromną przewagą, głównie dzięki zastraszaniu wyborców. Kilka tygodni później nowy burmistrz niespodziewanie oświadczył, że wygoni gangstera z miasta. Capone spotkał się z nim i osobiście znokautował go na schodach prowadzących do ratusza.

### Dalsza działalność w Chicago
W 1925 roku Torrio został ciężko ranny w zamachu, po którym przekazał swój przestępczy biznes Capone i powrócił do Włoch. Capone, głównie dzięki prohibicji, pomnażał swoją fortunę. Nielegalne browary i przedsiębiorstwa, zajmujące się głównie przemytem spirytusu, przynosiły mu zysk w wysokości około 10 milionów dolarów rocznie. Za pomocą tych funduszy korumpował lokalne władze i umacniał swoją pozycję w mieście. To pozwalało mu bez przeszkód prowadzić domy publiczne, kasyna i tajne bary w całym Chicago.
Sukcesy zwróciły uwagę jego rywali, głównie z dzielnicy North Side. W latach 20. wiele razy podejmowali próby zabójstwa Capone – został postrzelony w restauracji, jego samochód oraz kolejne siedziby były kilkakrotnie ostrzeliwane. Nigdy jednak nie stała mu się większa krzywda.
W 1929 roku wycofał się na Florydę, do Palm Island. Stało się to krótko po tzw. masakrze w Dniu Świętego Walentego (Saint Valentine’s Day massacre), podczas której jego ludzie zabili siedmiu członków gangu jednego z jego głównych rywali, Bugsa Morana (on sam uniknął śmierci). Nieoficjalnie mówi się, że masakry dokonało 5 prawdziwych policjantów, którzy zarekwirowali wcześniej gangowi Bugsa Morana 500 skrzynek alkoholu, a ten zamierzał wydać ich przełożonym, którzy „siedzieli” u niego w kieszeni.
Capone często starał się wybielić swój wizerunek, jednak bezskutecznie. Pragnął uchodzić za lidera lokalnej społeczności. W tym celu stworzył program walki z krzywicą (kontynuowany długo po jego śmierci), w którym dzieci dostawały codziennie w szkole szklankę mleka. Podczas wielkiego kryzysu otworzył kilka jadłodajni dla biednych i bezdomnych. 

### Upadek

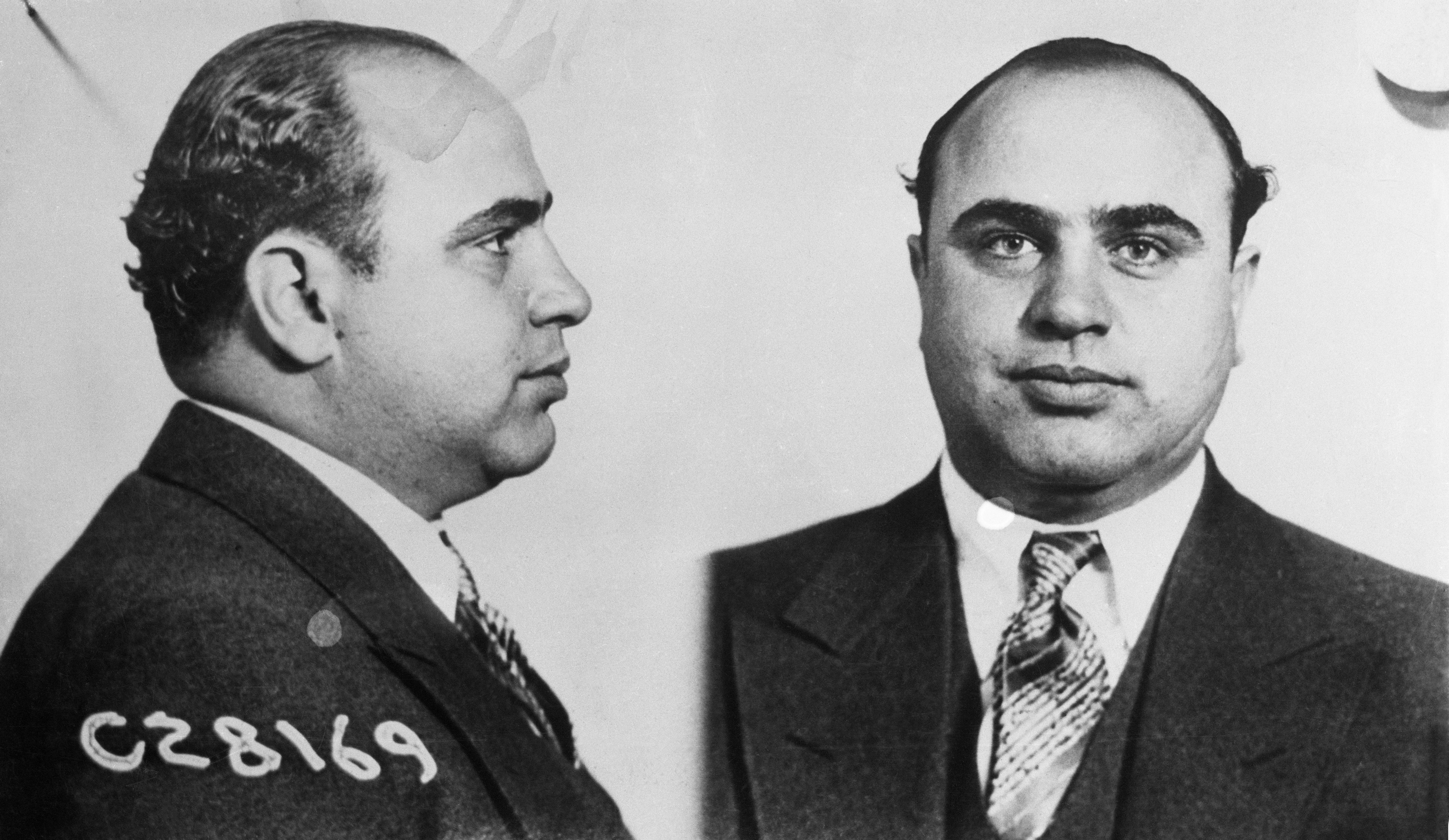
Al Capone, 1931

Capone prowadził swoje interesy poprzez podstawionych ludzi, prawo własności swojego domu przepisał wyłącznie na żonę, a jednocześnie publicznie obnosił się ze swoją fortuną. Władze federalne, nie mogły udowodnić mu innych przestępstw, oskarżyły go więc o unikanie płacenia podatków.
Był ścigany przez agenta federalnego, Eliota Nessa, i utworzoną przez niego grupę jedenastu agentów, z powodu nieprzekupności zwanych Nietykalnymi. Ujawniono również źródła nielegalnych dochodów Capone, a następnie oskarżono go o niepłacenie z tego tytułu podatków.
Proces odbył się w 1931 roku. Został uznany za winnego pięciu z dwudziestu dwóch zarzutów dotyczących unikania płacenia podatków. Sąd skazał go w sumie na jedenaście lat pozbawienia wolności, musiał też zapłacić 80 tysięcy dolarów grzywny i kosztów procesu.

### Więzienie
W maju 1932 roku został wysłany do Atlanty, do więzienia federalnego o zaostrzonym rygorze, w którym jednak uzyskał dla siebie pewne przywileje. Później został przeniesiony do Alcatraz, gdzie nie mógł liczyć na specjalne traktowanie. Był też odcięty od kontaktów ze światem zewnętrznym. Z tego powodu, a także zniesienia prohibicji, jego imperium zaczęło podupadać.
Od początku pobytu w tym zakładzie, Capone miał wielu wrogów wśród współwięźniów, głównie z powodu nierespektowania więziennych zwyczajów i odmowy udziału w buntach. Był często nękany, próbowano go nawet kilka razy zabić. Ostatni rok odbywania kary spędził w więziennym szpitalu, głównie z powodu syfilisu, którego nabawił się w młodości, a także psychicznego wyczerpania. Opuścił Alcatraz 6 stycznia 1939 roku i został umieszczony w więzieniu o złagodzonym rygorze w Kalifornii. 16 listopada 1939 roku został zwolniony z więzienia i powrócił do swojego domu w Palm Island na Florydzie.

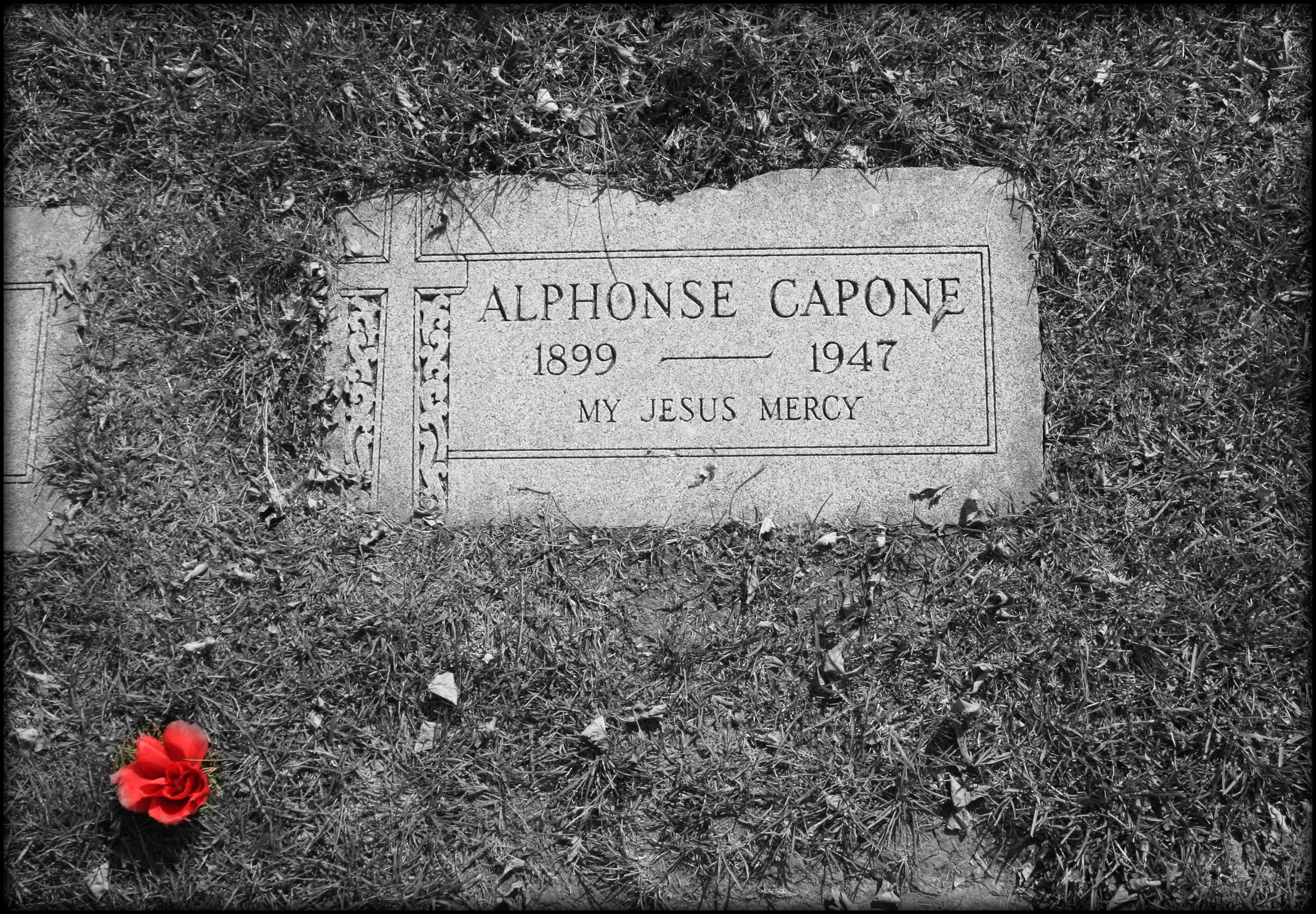
Grób Ala Capone w Hillside

### Psychiczny upadek i śmierć
W ciągu kilku lat pobytu w więzieniu wpływy Capone w światku przestępczym gwałtownie spadły. Podupadły także jego interesy. Stracił na wadze, jego zdrowie fizyczne i psychiczne uległo znacznemu pogorszeniu, przede wszystkim z powodu demencji. Dolegliwości, na które cierpiał – postępujące problemy z pamięcią, logicznym rozumowaniem, wysławianiem się oraz kontrolowaniem emocji – są typowymi objawami trzeciego stadium syfilisu.
21 stycznia 1947 roku Capone doznał udaru mózgu. Trzy dni później zachorował na zapalenie płuc. Zmarł 25 stycznia 1947 roku. Został pochowany na cmentarzu Mount Olivet w Chicago, między grobami swojego ojca i brata. W marcu 1950 roku szczątki wszystkich trzech osób zostały przeniesione na cmentarz Mount Carmel w Hillside, leżącym na zachód od Chicago.